# Statio
Statio was de benaming van de halteplaatsen, baanposten of pleisterplaatsen langs de Romeinse heerwegen en vaarwegen. Het Latijnse woord statio, dat het staan of stilstaan betekent, komt terug in afgeleide woorden als station en stationair.
De wegstations waren in het gehele Romeinse Rijk officiële halteplaatsen waar reizigers konden eten, baden, overnachten en waar van paarden kon worden gewisseld. Ook konden er kleine reparaties worden verricht. De stations werden door de Romeinse administratie langs de heerwegen en vaarwegen opgericht op afstanden van 10 Romeinse mijlen van elkaar. Dit door keizer Augustus opgerichte netwerk van weg- en waterwegstations en het hieraan gekoppelde post- en materiaal- en goederenvervoer werd de cursus publicus genoemd. Door dit efficiënte systeem kon 150 kilometer per dag worden afgelegd.